# Klimov GTD-1000
Le GTD-1000 (en russe : « ГТД-1000 ») est un turbomoteur d'origine soviétique. Conçu par  Sergei Isotov à la fin des années 1960, il a été produit jusqu'à la fin des années 1970 par Klimov. Le GTD-1000T est monté sur le char T-80, faisant de lui le premier char de combat à adopter une motorisation exclusivement assurée par turbomoteur. 

## Historique
Le 19 avril 2024, la production en grande série du turbomoteur GTD-1250 est redémarrée à l'usine de turbines de Kalouga pour soutenir l'effort de guerre en remotorisant les T-80BV revalorisés en T-80BVM à l'usine de chars d'Omsk (Omsktransmash).

## Variantes
- izdelie 71 GTD-1000T :  modèle original développant 1 000 ch. En service sur le char T-80 à partir de 1976[2].
- izdelie 38 GTD-1000TF :  version plus puissante de la GTD-1000T développant 1 100 ch grâce à l'augmentation de la température d'entrée des gaz dans la turbine à 1270 K. Le GTD-1000TF est fabriqué de 1978 à 1986 et installée sur les T-80B, T-80BV et T-80U[3].
- izdelie 29 GTD-1250 : version développant 1 250 ch à la suite de l'augmentation de la température d'entrée des gaz dans la turbine à 1340 K. Le GTD-1250 est commercialisé en 1986 et est installé sur le T-80U à partir de 1990.
- izdelie 29G GTD-1250G : GTD-1250 accouplé à une direction hydrostatique GOP-165. Testé mais pas produit en série.
- izdelie 73 : turbomoteur de 1 100 ch équipé d'un compresseur axial à la place d'un compresseur centrifuge. Quatre prototypes furent construits.
- izdelie 37 : turbomoteur de 1 250 ch équipé d'un compresseur axial à la place d'un compresseur centrifuge. Quarante-quatre prototypes furent construits.
- izdelie 77 : GTD-1000T équipé d'un échangeur de chaleur afin de réduire sa consommation en carburant. Six prototypes construits.
- izdelie 30 : modèle conçu pour être monté sur tracteur.
- izdelie 40 : modèle conçu pour être monté sur tracteur.
- izdelie 70 : modèle conçu pour être monté sur tracteur.
- GTD-1400 : GTD-1250 modifié pour pouvoir développer, durant une courte période, une puissance de 1 400 ch, faisant passer temporairement la température d'entrée des gaz dans la turbine à 1360 K.
- izdelie 39 GTD-1500 : turbomoteur développé avec les dernières technologies en matière de matériaux. Par rapport au GTD-1250, le taux de compression est augmentée de 5,6% et le débit d'air de 6,8%[4].
- izdelie 39G : GTD-1500G accouplé à une direction hydrostatique GOP-165. Testé mais pas produit en série.

## Applications
- T-80